# Горлишевська
Горлишевська (рос. Горлышевская) — присілок в Виноградовському районі Архангельської області Російської Федерації.
Населення становить 1 особу. Органом місцевого самоврядування до 2021 року було Заостровське муніципальне утворення.

## Історія
Від 1937 року належить до Архангельської області.
Від 2004 року належить до муніципального утворення Заостровське муніципальне утворення.

## Населення
| 2002 | 2010 | 2012 |
| ---- | ---- | ---- |
| 20   | ↘9   | ↘1   |